# Dmitrij Karow (Kandaurow)
Dmitrij Piotrowicz Karow (Kandaurow), ros. Дмитрий Петрович Каров (Кандауров) (ur. w 1902 r., zm. w 1961 r. w RFN) – rosyjski współpracownik Abwehry, a następnie oficer Sił Zbrojnych Komitetu Wyzwolenia Narodów Rosji podczas II wojny światowej, emigracyjny działacz i pisarz antysowiecki.

## Życiorys
W 1919 r. wyjechał z Rosji do Francji. W 1920 r. zamieszkał w Paryżu. Ukończył rosyjskie gimnazjum, a następnie uniwersytet. Latem 1940 r. przybył do Niemiec. Pracował jako tłumacz w zakładach silników lotniczych w Hanowerze. Pod koniec 1940 r. podjął współpracę z Abwehrą. Po ataku wojsk niemieckich na ZSRR 22 czerwca 1941 r., został przydzielony do oddziału wywiadu morskiego. Od grudnia tego roku służył w oddziale 1C (wywiad i kontrwywiad) sztabu niemieckiej 18 Armii Grupy Armii "Północ". Zajmował się działalnością wywiadowczą wśród ludności cywilnej i jeńców wojennych-czerwonoarmistów oraz werbunkiem do oddziałów wojskowych na służbie niemieckiej. W 1944 r. ewakuował się do Niemiec. Pod koniec 1944 r. wstąpił do Sił Zbrojnych Komitetu Wyzwolenia Narodów Rosji. Po zakończeniu wojny zamieszkał w Monachium. W latach 50. był współpracownikiem Instytutu Badań nad Historią i Kulturą ZSRR. Napisał wspomnienia z czasów wojny pt. "Русские на службе в немецкой разведке и контрразведке", których część ukazała się w 2011 r. w książce Kiryła M. Aleksandowa pt. "Под немцами".